# 燕伯聖
燕伯聖，姬姓，名聖，其諡號不詳，青銅器銘文作匽伯聖，見《匽伯聖匜》。吳鎮峰《金文人名匯編》，認為是西周晚期的燕國國君，其餘事跡不明。